# نظرية العدالة الجنائية

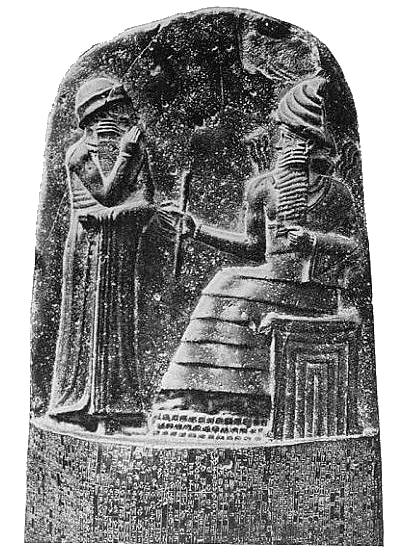

نظرية العدالة الجنائية هي فرع من فلسفة القانون الذي يتعامل مع العدالة الجنائية والعقاب على وجه الخصوص.  لدى نظرية العدالة الجنائية صلات عميقة بمجالات أخرى من الفلسفة ، مثل الفلسفة السياسية والأخلاق ، فضلاً عن العدالة الجنائية في الممارسة. 

## الفرق بين العدالة والعدالة الجنائية
عادة ، ينظر المنظّرون والفلاسفة القانونيون إلى أربعة أنواع مختلفة من العدالة: العدالة التصحيحية ، والعدالة التوزيعية ، والعدالة الإجرائية ، والعدالة العقابية.  يندرج القانون الجنائي في إطار العدالة الجزائية ، وهي نظرية العدالة التي تعتبر العقوبة المتناسبة ردا مقبولا أخلاقيا للجريمة.  ربما تكون أفضل طريقة لقصاص العدالة الجزائية هي عبارة lex talionis (مبدأ " العين بالعين ") ، الذي يعود إلى كتاب سفر الخروج في إنجيل العهد القديم . تلقى مبدأ العين بالعين دفاعه الفلسفي الأكثر شهرة من فلسفة العالم عمونائيل كنط .
لم يعد القانون الجنائي يعتبر مشروعًا تقسيميًا بحتًا ؛ فالردع بشكل بارز في تبرير الممارسة وفي القواعد نفسها.  (1963)</ref>